# Хлібодарівська печера
Хлібодарівська (Подарункова) печера  (рос. Хлебодаровская, Подарочная) — печера в Башкортостані, Росія. Печера горизонтального типу простягання. Загальна протяжність — 3550 м. Глибина печери становить 46 м. Категорія складності проходження ходів печери — 2Б. Печера відноситься до Ішоро-Нугуського підрайону Бельсько-Нугуського району Південної області Західноуральської спелеологічної провінції.